# Sľažany
Sľažany (deutsch Slasan, ungarisch Szelezsény) ist eine Gemeinde im Westen der Slowakei, mit 1690 Einwohnern (Stand 31. Dezember 2024), die zum Kreis Okres Zlaté Moravce, und Bezirk Nitriansky kraj gehört.

## Geographie
Die Gemeinde liegt im Nordteil des Hügellandes Žitavská pahorkatina (Teil des slowakischen Donautieflands) im Tal des Baches Čerešňový potok. Nördlich der Gemeinde erhebt sich das Gebirge Tribeč. Das Ortszentrum liegt auf einer Höhe von 200 m n.m. und ist fünf Kilometer westlich von Zlaté Moravce gelegen.

## Geschichte
Die heutige Gemeinde entstand 1960 durch Zusammenschluss der bisher selbstständigen Orte Dolné Sľažany (ehemals „Veľké Sľažany; “deutsch Großslasan, ungarisch Alsószelezsény) und Horné Sľažany (ehemals „Malé Sľažany“; deutsch Kleinslasan, ungarisch Felsőszelezsény).
Sľažany wurde zum ersten Mal 1156 als Scelemsam schriftlich erwähnt.

## Bevölkerung
| Jahr                | 1994 | 2004    | 2014    | 2024    |
| ------------------- | ---- | ------- | ------- | ------- |
| Anzahl der Personen | 1711 | 1704    | 1719    | 1690    |
| Unterschied         |      | −0,40 % | +0,88 % | −1,68 % |

| Jahr                | 2023 | 2024    |
| ------------------- | ---- | ------- |
| Anzahl der Personen | 1688 | 1690    |
| Unterschied         |      | +0,11 % |

Ergebnisse nach der Volkszählung 2001 (1696 Einwohner):
| Nach Ethnie: - 98,05 % Slowaken - 0,65 % Magyaren - 0,41 % Tschechen | Nach Religion: - 94,10 % römisch-katholisch - 2,65 % konfessionslos - 2,12 % keine Angabe |

## Bauwerke
- Kirche der Heiligsten Dreifaltigkeit im spätbarockischen Stil von 1776
- Renaissance-barockes Landschloss von 1691